# 45-й избирательный округ штата Нью-Йорк
45-й избирательный округ штата Нью-Йорк — бывший избирательный округ Палаты представителей США в Нью-Йорке. Он был создан в 1945 году и ликвидирован в результате переписи населения 1950 года. В течение всего времени существования округа его представлял Дэниел Элден Рид, который после его упразднения был перераспределен в 43-й округ.

## Список представителей округа
| Представитель                              | Партия          | Года                          | Конгресс            | Электоральная история                                                                                      | Расположение округа                    |
| ------------------------------------------ | --------------- | ----------------------------- | ------------------- | --- | -------------------------------------- |
| Округ был сформирован 3 января 1945 года   |                 |                               |                     | |                                        |
| Дэниэл А. Рид                              | Республиканская | 3 января 1945 — 3 января 1953 | 79-й 80-й 81-й 82-й | Был переведен из 43-ого округа. Был переизбран в 1944, 1946, 1948, 1950 годах. Был переведен в 43-й округ. | 1945-1953 Аллегейни Каттарогус Шатокуа |
| Округ был расформирован 3 января 1953 года |                 |                               |                     | |                                        |

## Результаты выборов

### 1944
Выборы в 45-м избирательном округе штата Нью-Йорк
| Партия          | Кандидат          | Голоса  | %        |
| --------------- | ----------------- | ------- | -------- |
| Республиканская | Дэниэл А. Рид     | 64,456  | 64.13 %  |
| Демократическая | Оррин Хэйл Паркер | 36,050  | 35.87 %  |
| Общее число     | Общее число       | 100,506 | 100.00 % |

### 1946
Выборы в 45-м избирательном округе штата Нью-Йорк
| Партия           | Кандидат             | Голоса | %        |
| ---------------- | -------------------- | ------ | -------- |
| Республиканская  | Дэниэл А. Рид        | 53,327 | 70.41 %  |
| Демократическая  | Джозеф Э. Праудман   | 20,205 | 26.68 %  |
| Победа ветеранов | Карл Уильям Лундберг | 2,208  | 2.92 %   |
| Общее число      | Общее число          | 75,740 | 100.00 % |

### 1948
Выборы в 45-м избирательном округе штата Нью-Йорк
| Партия           | Кандидат      | Голоса | %        |
| ---------------- | ------------- | ------ | -------- |
| Республиканская  | Дэниэл А. Рид | 58,340 | 60.14 %% |
| Демократическая  | Юбер Д. Блисс | 35,406 | 36.50 %  |
| Партия труда США | Льюис Кинг    | 2,093  | 2.16 %   |
| Либеральная      | Элмер Олсон   | 1,166  | 1.20 %   |
| Общее число      | Общее число   | 97,005 | 100.00 % |

### 1950
Выборы в 45-м избирательном округе штата Нью-Йорк
| Партия          | Кандидат        | Голоса | %        |
| --------------- | --------------- | ------ | -------- |
| Республиканская | Дэниэл А. Рид   | 54,490 | 66.00 %  |
| Демократическая | Фредерик С. Бак | 27,317 | 33.09 %  |
| Либеральная     | Элмер Олсон     | 757    | 0.92 %   |
| Общее число     | Общее число     | 82,564 | 100.00 % |